# デショーナ・バーバー
デショーナ・バーバー（Deshauna Barber、1989年12月6日 - ）は、アメリカ合衆国の美人コンテストのタイトル保持者、モチベーショナル・スピーカー、アメリカ陸軍予備役（en）の大尉である。2016年6月5日、ミスUSAに選出され、2016年度ミス・ユニバース世界大会においてトップ9に入ったが、トップ6入りは逃した。
1989年12月6日、ジョージア州コロンバスにて、ダレン・バーバーとコーデリア・バーバー夫妻の子として生まれた。両親はともに退役軍人である。バーバーはいわゆるミリタリー・ブラット（en、職業軍人の子を示す）で、アメリカ陸軍特殊部隊群における父の24年間の軍歴のためにノースカロライナ州、ネブラスカ州、ミネソタ州、バージニア州、そしてワシントンD.C.と引っ越しを重ねた。バーバーは17歳でアメリカ陸軍予備役に入隊した。彼女はバージニア州立大学に通い、経営管理学士号を取得した。
陸軍予備役では補給係将校および輜重兵隊指揮官に任命され、アメリカ合衆国商務省においてITアナリストとして働いている。バーバーは、女性のための軍事訓練団体パーシング・エンジェルス（en）およびシグマ・ガンマ・ロー・ソロリティ（en）のメンバーである。

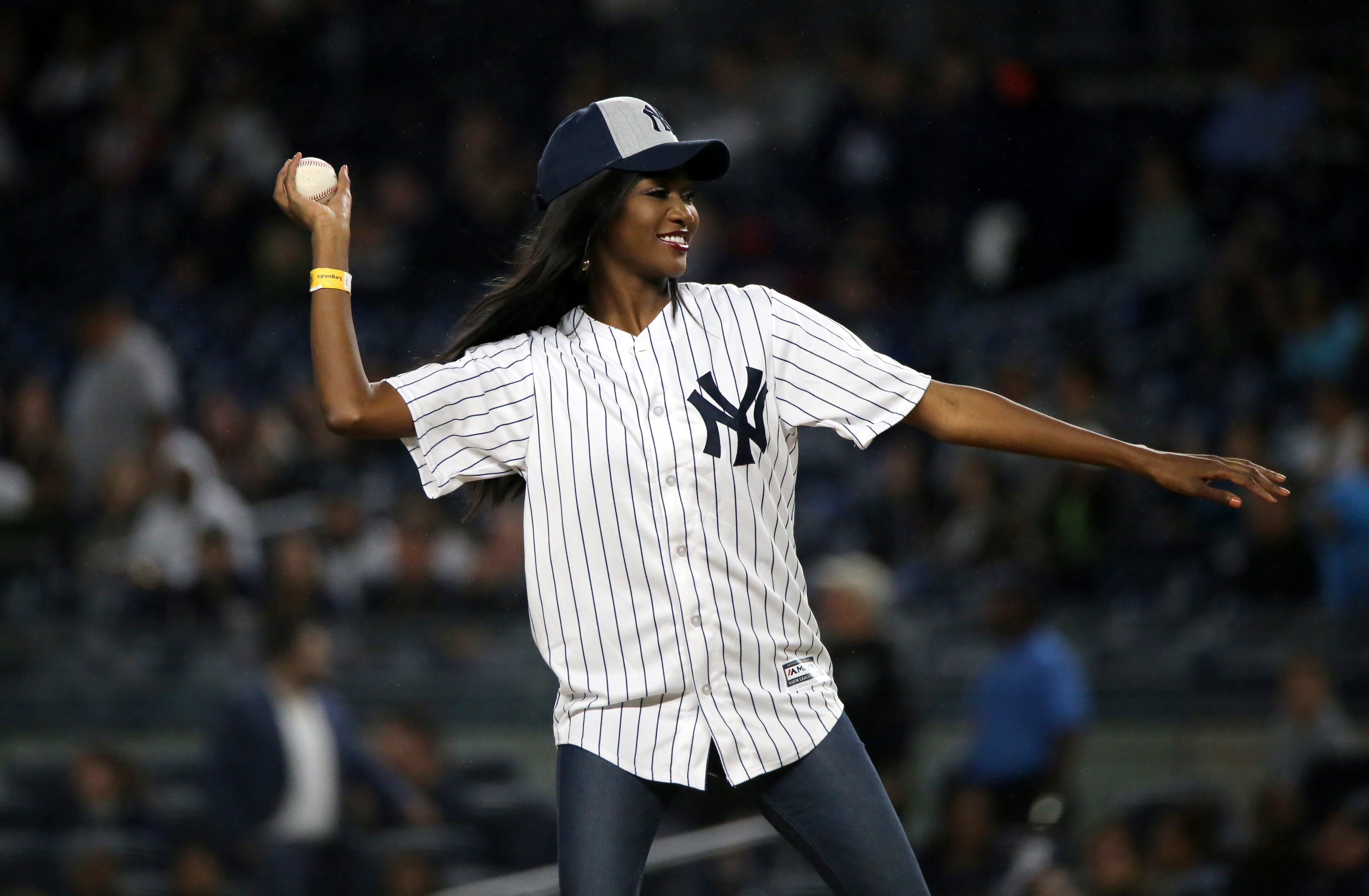
ヤンキー・スタジアムで始球式にのぞむバーバー

2015年12月9日、バーバーは2016年度のミス・コロンビア特別区USAとなった。ミス・コロンビア特別区USAとなる以前に、バーバーは2010年度のミス・バージニア州USAおよび2015年のミス・コロンビア特別区USAのセミ・ファイナリストになっており、2011年のミス・バージニア州・インターナショナルのタイトルを獲得している。彼女は、ミスUSAのタイトルを獲得した3人目のミス・コロンビア特別区USAである。バーバーは、ミスUSAのタイトルを獲得した初めてのアメリカ軍人であり、在任期間中に退役軍人問題を促進させる意向である。
2016年6月5日、バーバーはネバダ州ラスベガスで開催された2016年度ミスUSA大会に出場した。彼女は準優勝者のミス・ハワイ州USAチェルシー・ハーディン、2位のミス・ジョージア州USAエマニ・デイヴィスを退けてミスUSAとなった。彼女はミスUSAとなった初めての軍人である。彼女はマニラにおいて開催された2016年度ミス・ユニバース世界大会にミスUSAとして出場し、9位となった。